# Paralele inegale

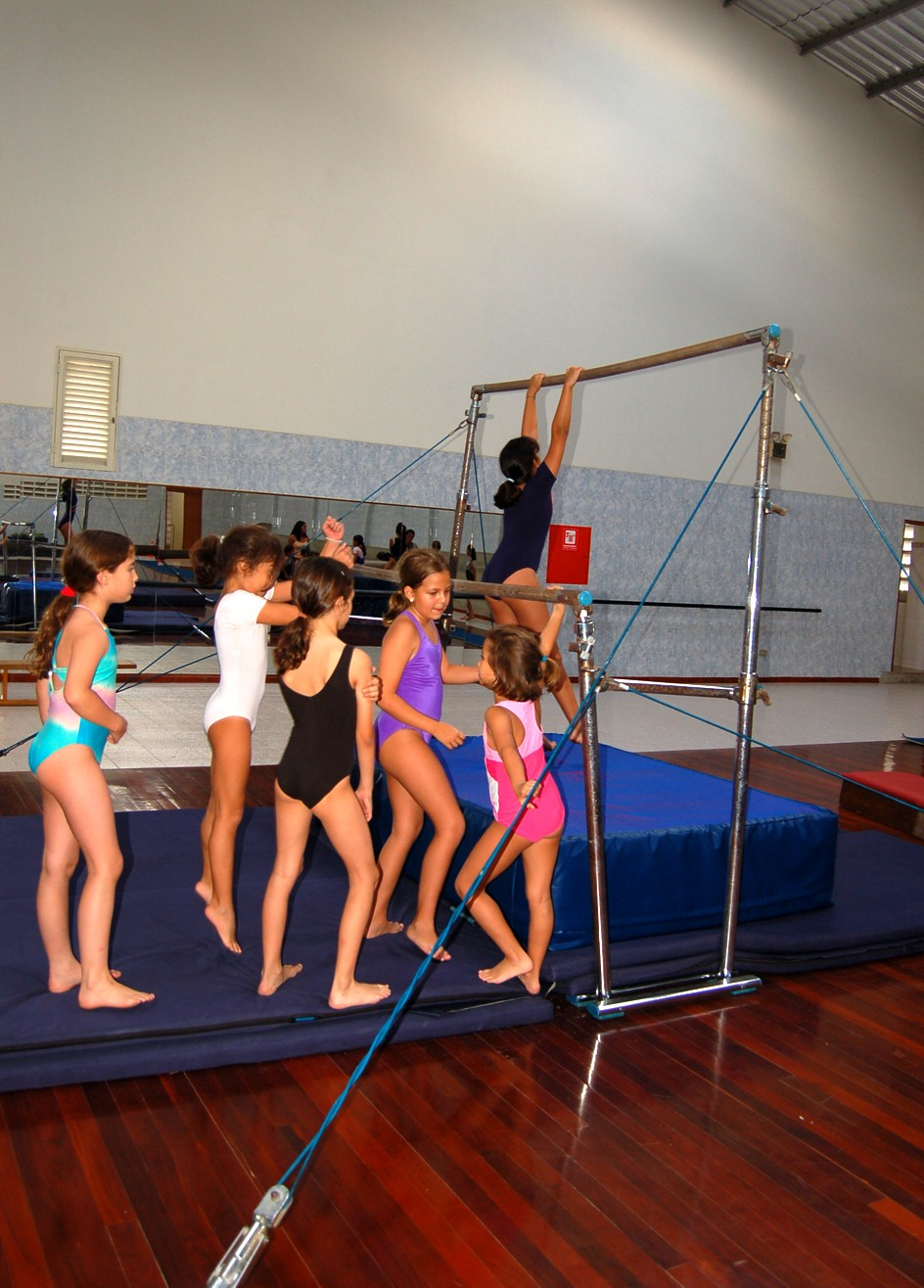
Aliniere pentru repetiții

Paralelele inegale (uneori paralele asimetrice) constituie unul dintre aparatele de gimnastică, utilizat doar în gimnastica feminină. Cadrul este confecționat din oțel, iar barele sunt realizate din lemn, materiale plastice sau din materiale compozite.

## Dimensiuni
Dimensiunile aparatului sunt standardizate și publicate de către Fédération Internationale de Gymnastique în broșura intitulată Apparatus Norms.
- Înălțime (incluzând aproximativ 30 cm pentru salteaua de aterizare)
  - bara superioară - 245 cm
  - bara inferioară - 165 cm
- Grosimea barelor - 4 cm
- Lungimea barelor - 240 cm
- Distanța diagonală dintre cele două bare - între 130 cm și 180 cm (ajustabilă)

## Notare și reguli
Arbitrii notează atât exercițiile impuse cât și cele libere conform unui cod bazat pe dificultate, execuție, tehnică și compoziție. Depunctările se bazează pe erori de execuție, formă fizică precară, dezechilibrări, pauze, rotații inutile, ș.a.m.d.. Orice cădere este automat depunctată cu 0,5 puncte la nivele obișnuite ale gimnasticii și cu 0,8 puncte la nivele de elită ale gimnasticii europene, mondiale și olimpice. Antrenorii stau de obicei pe langa gimnast pentru al ajuta.